# The Conflict (film 1916 Ince)
The Conflict è un film muto del 1916 diretto da Ralph W. Ince. Di genere drammatico, prodotto dalla Vitagraph Company of America, aveva come interpreti Lucille Lee Stewart, Jessie Miller, Huntley Gordon, Wilfred Lytell, Frank Currier, John S. Robertson.

## Produzione
Il film fu prodotto dalla Vitagraph Company of America.

## Distribuzione
Il copyright del film, richiesto dalla The Vitagraph Co. of America, fu registrato il 26 giugno 1916 con il numero LP8601.

Distribuito dalla V-L-S-E, il film uscì nelle sale cinematografiche statunitensi il 3 luglio 1916.
Non si conoscono copie ancora esistenti della pellicola che viene considerata presumibilmente perduta.